# Iabluciko, Bobrîneț
Iabluciko (în ucraineană Яблучко; în trecut, Jovtneve, în ucraineană Жовтневе)) este un sat în comuna Verhnoinhulske din raionul Bobrîneț, regiunea Kirovohrad, Ucraina.

## Demografie
Componența lingvistică a localității Iabluciko
     Ucraineană (79,76%)
     Română (17,86%)
     Rusă (2,38%)
Conform recensământului din 2001, majoritatea populației localității Iabluciko era vorbitoare de ucraineană (79,76%), existând în minoritate și vorbitori de română (17,86%) și rusă (2,38%).